# Simon Mathew
Simon Mathew (* 17. Mai 1983 in Grenaa, Jütland) ist ein dänischer Popsänger.

## Leben und Wirken
Er ist der Bruder der Teenie-Popsängerin Rebekka Mathew. Mathew gewann den dänischen Vorentscheid, die Dansk Melodi Grand Prix, und vertrat Dänemark beim Eurovision Song Contest 2008 in Belgrad (Serbien) mit seinem Lied All Night Long. Nachdem er sich am 22. Mai 2008 im zweiten Halbfinale als Drittplatzierter die Teilnahme am Finale gesichert hatte, erreichte er dort am 24. Mai 2008 unter insgesamt 25 Teilnehmern den 15. Platz mit insgesamt 60 Punkten.
Mathews erstes Soloalbum erschien 2005. Seine erste Single-Auskoppelung These Arms war fünf Wochen lang in den dänischen Charts Tjeklisten vertreten und erreichte die Nummer drei der offiziellen Verkaufscharts. Mathews zweite Single Dreamer wurde durch einen lokalen dänischen Radiosender einem breiten Publikum bekannt gemacht.

## Diskografie

### Alben
- 2005: Simon Mathew
- 2008: All For Fame

### Singles
- 2005: These Arms
- 2007: You Are the Music in Me (mit Rebekka Mathew)
- 2008: All Night Long (Beitrag zum Eurovision Song Contest 2008)